# Симбирское наместничество
Симбирское наместничество — административно-территориальное формирование с центром в Симбирске, открытое Указом Сената от 27 декабря 1780 года (7 января 1781), на основании Указа Екатерины II «Учреждения для управления губерний Всероссийской империи», вышедший 7 ноября 1775 года и Указа императрицы от 15 сентября 1780 года «Об учреждении Симбирского Наместничества». 
Наместничество было образовано объединением уездов (или части уезда):
- Казанской губернии (Казанского, Симбирского, Алатырского, Курмышского, Ядринского, Свияжского, Спасского, Сызранского, Чебоксарского, Цивильского, Тетюшского, Козьмодемьянского).
- Оренбургской губернии (Оренбургского, Ставропольского, Самарского).
- Пензенской губернии (Пензенского, Саранского, Краснослободского).
- Нижегородской губернии (Нижегородского).

Преобразована 12 (23) декабря 1796 год в ходе второй губернской реформы в Симбирскую губернию.

## Географическое положение
Симбирское наместничество имеет положение между 64 и 63 градусом восточной долготы и между 52 и 57 градусом северной широты; простирается в длину от востока к западу на 325 верст (346,7 км), а от юго-востока на северо-запад по самой большой длине около 420 верст (448 км), шириной от севера к югу 240 верст (256 км).
Площадь наместничества 6 848 393 десятины (74 821,4 км²), из них занято усадьбами городскими и сельскими — 49 747 десятин (543,5 км²), большими дорогами — 17 759 десятин (194 км²), реками, речками, ручьями и озерами — 81 922 десятины (895 км²), итого 149 428 десятин (1 632,6 км²). Остается пашенной земли, сенных покосов, под лесами, болотами и проселочными дорогами — 6 696 970 десятин (73 167,1 км²).
Наместничество граничит к северу с Казанским, к востоку с Уфимским, к югу с Саратовским, и к западу с Пензенским и Нижегородским наместничествами. 

## История
7 ноября 1775 года вышел Указ Екатерины II «Учреждения для управления губерний Всероссийской империи».
15 сентября 1780 года вышел Указ Екатерины II «Об учреждении Симбирскаго Наместничества», в составе 13 уездов.  
22 декабря 1780 года вышло «Высочайше утвержденный доклад Сената о гербах городов Симбирского наместничества».   
27 декабря 1780 года открыто Сенатом.  
Управлением наместничеством возлагалась на генерал-губернатора, в начале на Казанского, а с апреля 1782 года, когда было создано Уфимское наместничество, Симбирским и Уфимским генерал-губернатором. 
В 1781 году Екатерина II утвердила доклады директора Российской академии наук Домашнева С. Г. и генерал-прокурора князя Вяземский А. А. о направлении трех экспедиций в некоторые города России для  астрономических обсерваций (наблюдений) в целях составления действительной карты Русского государства. Симбирск включен во вторую экспедицию. 
В состав Симбирского наместничества вошло 1529 селений, в том числе: 
- городов — 13
- пригородов — 9
- слобод — 18
- сел — 551
- деревень — 938;

12 декабря (23) декабря 1796 года Указом Павел I преобразована в Симбирскую губернию.

## Административное устройство

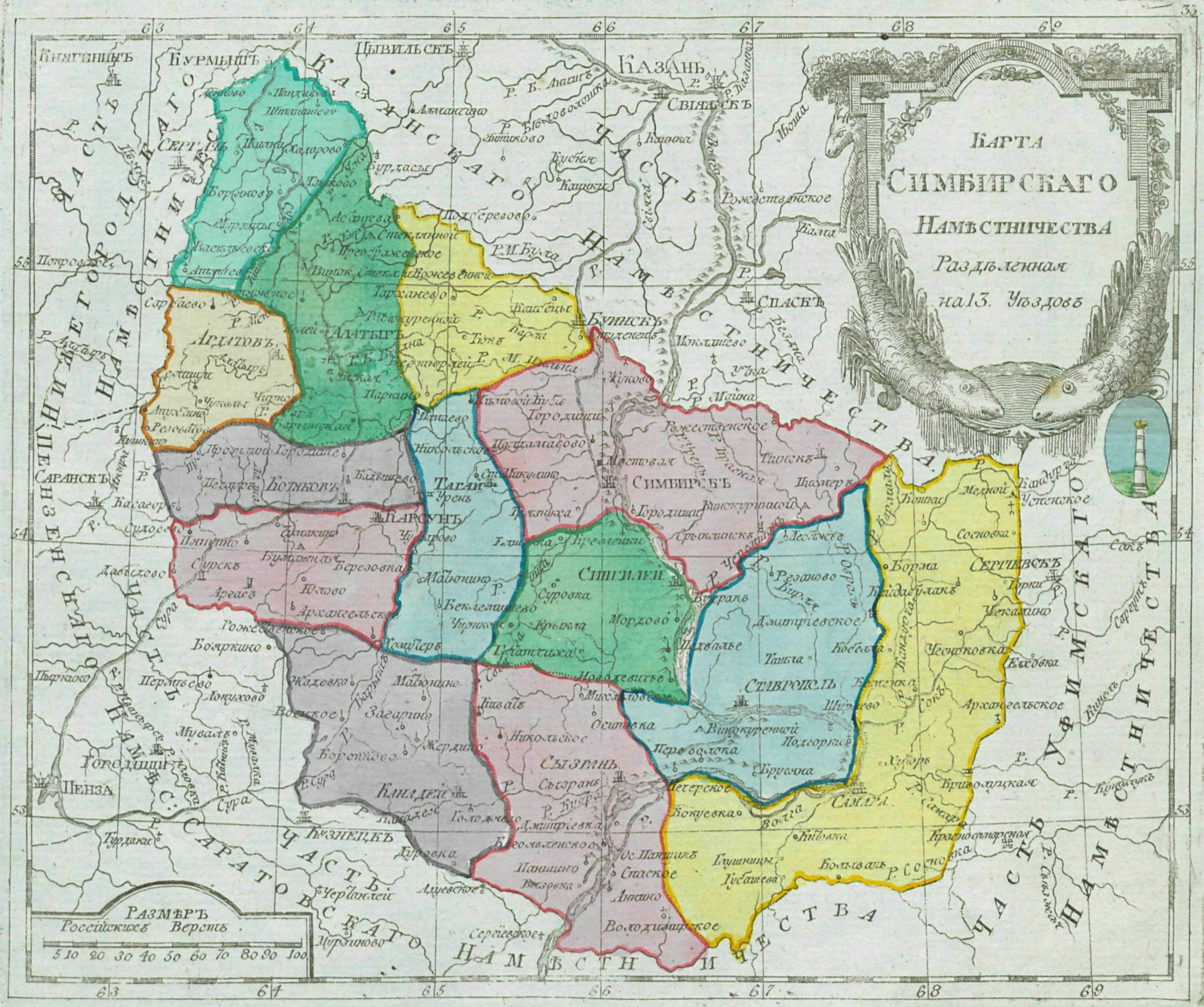
Карта Симбирского наместничества разделённая на 13 уездов (1792)

В 1780 году наместничество делилось на 13 уездов: Алатырский, Ардатовский, Буинский, Канадейский, Карсунский, Котяковский, Курмышский, Самарский, Сенгилеевский, Ставропольский, Сызранский, Симбирский и Тагайский.
- Симбирский уезд (центр — Симбирск)
- Сенгилеевский уезд (центр — Сенгилей[5])
- Ставропольский уезд (центр — Ставрополь)
- Самарский уезд (центр — Самара)
- Сызранский уезд (центр — Сызрань)
- Канадейский уезд (центр — Канадей[6])[7]
- Тагайский уезд (центр — Тагай[8])[9]
- Карсунский уезд (центр — Карсун[10])
- Котяковский уезд (центр — Котяков[11])[12]
- Алатырский уезд (центр — Алатырь)
- Ардатовский уезд (центр — Ардатов[13])
- Курмышский уезд (центр — Курмыш)
- Буинский уезд (центр — Буинск[14])

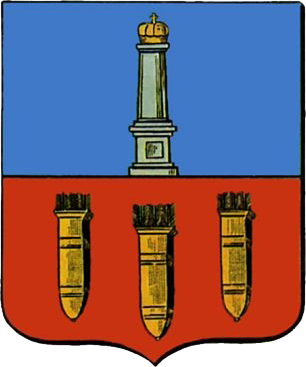
Герб Алатырского уезда (1780).
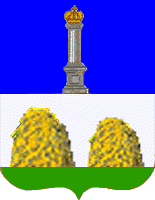
Герб Ардатовского уезда (1780).
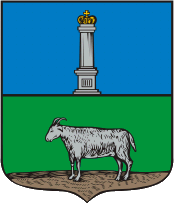
Герб Буинского уезда (1780).
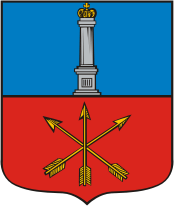
Герб Канадейского уезда (1780).
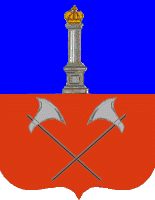
Герб Карсунского уезда (1780).
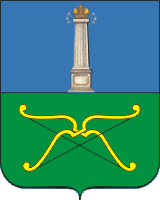
Герб Курмышского уезда (1780).
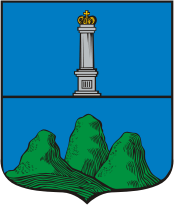
Герб Котяковского уезда (1780).
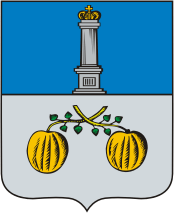
Герб Сенгилеевского уезда (1780).
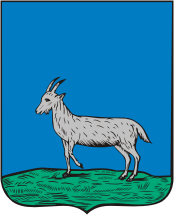
Герб Самарского уезда (1780).
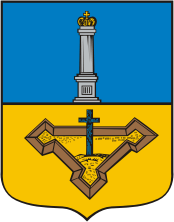
Герб Ставропольского уезда (1780).
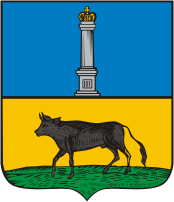
Герб Сызранского уезда (1780).
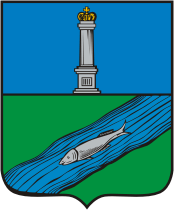
Герб Тагайского уезда (1780).
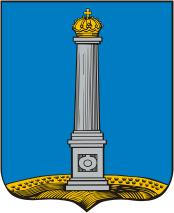
Герб Симбирского уезда (1780).

## Управление наместничеством
Наместничество управляется по образу изданных в 1775 году о управлении губерний учреждений в губернском городе:
- Губернским правлением, где заседает генерал-губернатор, правитель или губернатор и два советника.
- Палатами:

1. Уголовной, где заседает председатель, два советника и два асессора.
2. Гражданской судов, где заседает председатель, два советника и два асессора.
3. Казённою, в которой заседает поручик правителя или вице-губернатор, директор экономии или домоводства, советников 3, асессоров 5 и губернский казначей.

- Верхним земским судом, состоящим из департаментов уголовного и гражданского, в которых заседают два председателя и 10 заседателей.
- Губернским магистратом, состоящим из департаментов уголовного и гражданского, где заседают два председателя и 6 заседателей.
- Верхнею расправою, состоящею из уголовного и гражданского департаментов, в которой заседают два председателя и 10 заседателей.
- Приказом общественного призрения, где заседают губернатор и заседатели из Верхнего земского суда два, из Губернского магистрата два, да из Верхней расправы два.
- Совестным судом, где заседают председатель и двое заседателей.

Сверх того находится при Губернском правлении и палатах губернский прокурор и губернские стряпчие казённых и уголовных дел, губернский землемер. Да при Верховном земском суде, Губернском магистрате и Верхней расправе состоит до одному прокурору и по два стряпчих.
Уездные города управляются:
- Уездными судами, в которых заседают уездный или окружный судья и 2 заседателя.
- Дворянскими опеками, где заседают дворянский предводитель, уездньй судья и заседатели.
- Нижними земскими судами, в которых заседают земский исправник и 2 заседателя.
- Городовыми магистратами, где заседают два бургомистра и 4 ратмана.
- Городовыми сиротскими судами, в которых заседает городской голова, два члена городового магистрата и городовой.
- Словесными судами, в которых заседают купцов один, да из мещан один.
- Нижними расправами, в которых заседают расправный судья и 8 заседателей; из коих двое отсылаются для заседания в Нижнем земском и двое в совестном судах.

Сверх того для каждого города определяются комендант или городничий, уездный казначей, стряпчий, землемер, пристав винный и соляной, доктор и лекарь, подлекарей двое, лекарских учеников двое.

## Население
Народы обитающие в губернии: мордва (эрзя и мокша), чуваши, татары, русские, калмыки и небольшое количество кизилбашей или персиян; из них мордва и чуваши первые были обладатели этих мест.

### Численность
Число душ мужского пола по третьей ревизии (перепись населения): 
| Уезд           | Число душ | Примечание                                     |
| -------------- | --------- | ---------------------------------------------- |
| Симбирский     | 23731     | существовал                                    |
| Сенгилеевский  | 22192     | было село пахотных солдат, стал городом        |
| Ставропольский | 25465     | существовал                                    |
| Самарский      | 21453     | существовал до 1764 г. Воссоздан               |
| Сызранский     | 21964     | существовал                                    |
| Канадейский    | 22042     | было село экономических крестьян, стал городом |
| Тагаевский     | 22863     | был пригородом пахотных солдат, стал городом   |
| Карсунский     | 23211     | был пригородом пахотных солдат, стал городом   |
| Котяковский    | 23577     | было село ясашных крестьян, стал городом       |
| Алатырьский    | 25525     | существовал                                    |
| Ардатовский    | 24261     | было село дворцовых крестьян, стал городом     |
| Курмышский     | 25908     | существовал                                    |
| Буинский       | 23743     | было село ясашных крестьян, стал городом       |
| Всего:         | 305937    | только ревизских душ мужского пола             |

Число душ по четвертой ревизии в описании состоит:
| Звание чиносостояний, платящих подать                                                | Мужчин | Женщин | Всего  |
| ------------------------------------------------------------------------------------ | ------ | ------ | ------ |
| Купцов                                                                               | 680    | 661    | 1341   |
| Мещан                                                                                | 3345   | 3870   | 7215   |
| Цехов.                                                                               | 2048   | 2250   | 4298   |
| Итого:                                                                               | 6073   | 6781   | 12854  |
| Государственных крестьян                                                             |        |        |        |
| Однодворцев                                                                          | 2392   | 2429   | 4821   |
| Пахотных солдат                                                                      | 25331  | 25480  | 50811  |
| Приписных к адмиралтейским работам русских и иноверцев                               | 20888  | 21873  | 42761  |
| Ясашных                                                                              | 71197  | 71948  | 143145 |
| Дворцовых                                                                            | 21831  | 22616  | 44447  |
| Экономических                                                                        | 22286  | 24255  | 46541  |
| Отписных за незнанием помещиков                                                      | 1219   | 1203   | 2422   |
| Не помнящих родства                                                                  | 32     | 28     | 60     |
| Лишенных церковного причта                                                           | 8      |        | 8      |
| Лишенных казацкого звания в возмущение                                               | 14     | 17     | 31     |
| Персиян                                                                              | 333    | 300    | 633    |
| Ведомства главного Кригс-комиссариата отданных от владельцев на гофшпитальгоршпиталь | 1032   | 1097   | 2129   |
| Башкирцев                                                                            | 5      | 2      | 7      |
| Ямщиков                                                                              | 489    | 538    | 1027   |
| Черкасов                                                                             | 69     | 67     | 136    |
| Поляков                                                                              | 2      | 1      | 3      |
| Прежних служб                                                                        |        |        |        |
| Стрельцов                                                                            | 223    | 234    | 457    |
| Казаков                                                                              | 297    | 340    | 637    |
| Пушкарей                                                                             | 54     | 55     | 109    |
| Приставов                                                                            | 16     | 12     | 28     |
| Итого                                                                                | 167718 | 172316 | 340034 |
| Владельческих людей и крестьян                                                       | 186959 | 194863 | 381822 |
| Отписных по банковским и вексельным долгам и по судным делам                         | 1214   | 1257   | 2471   |
| Всего платящих подати                                                                | 361964 | 375217 | 737181 |
| Не платящих подати                                                                   |        |        |        |
| Отставных от гвардии и полевых полков на поселение                                   | 2849   | 3115   | 5964   |
| Из казаков                                                                           | 171    | 164    | 335    |
| Ссыльных из Оренбурга                                                                |        |        |        |
| За старостью и дряхлостью                                                            | 18     | 15     | 33     |
| Своекоштных                                                                          | 1      |        | 1      |
| Церковнгиков: штатных                                                                | 2677   |        | 2677   |
| Церковнгиков: заштатных                                                              | 2455   |        | 2455   |
| При церквах и духовных правлениях приказных сторожей и разсыльщиков штатных же       | 6      |        | 6      |
| Служащие и не служащие                                                               |        |        |        |
| Калмыков крещеных                                                                    | 3155   | 3026   | 6181   |
| Казаков                                                                              | 199    | 213    | 412    |
| Итого не платящих подати                                                             | 11534  | 12058  | 23592  |
| Всего народа                                                                         | 373498 | 387275 | 760773 |
| В том числе иноязычных                                                               |        |        |        |
| Татар: крещеных                                                                      | 3153   | 3289   | 6442   |
| Татар: некрещеных                                                                    | 19067  | 19809  | 38876  |
| Итого                                                                                | 22220  | 23098  | 45318  |
| Мордвы: крещеной                                                                     | 33794  | 33999  | 67793  |
| Мордвы: некрещеной                                                                   | 164    | 179    | 343    |
| Итого                                                                                | 33958  | 34178  | 68136  |
| Чуваш: крещеных                                                                      | 31367  | 31521  | 62888  |
| Чуваш: некрещеных                                                                    | 1522   | 1669   | 3191   |
| Итого                                                                                | 32889  | 33190  | 66079  |
| Черкасов                                                                             | 111    | 91     | 202    |
| Поляков                                                                              | 3      | 1      | 4      |
| Волохов                                                                              | 1      |        | 1      |
| Башкирцев                                                                            | 33     | 20     | 53     |
| Персиян или кизылбашей                                                               | 334    | 300    | 634    |
| Турок                                                                                | 1      | 1      | 2      |
| Калмыков                                                                             | 3168   | 3032   | 6200   |
| Всего                                                                                | 92718  | 93911  | 186629 |

## Руководители наместничества

### Генерал-губернаторы
- 12.1780—1781 — генерал-поручик, князь Мещерский Платон Степанович — генерал-губернатор Симбирский и Казанский;

### Наместники
- 1780—14.04.1789 — генерал-поручик, князь Баратаев Петр Михайлович — Симбирский наместник;
- 1789—12.12.1796 (31.07.1797) — генерал-майор Карпов Александр Дмитриевич — правитель Симбирского наместничества, затем губернии[15][16][17][18];

### Вице-губернаторы
- 1783—1792 — действительный статский советник, Голубцов Александр Фёдорович[19][20][21][22][23][24][25]
- 1794—1796 — статский советник, Толстой, Александр Васильевич[26]

### Губернские предводители дворянства
| Нагаткин Иван Иванович        | капитан 1-го ранга | 1780—1784 |
| Мещеринов Афанасий Степанович | коллежский асессор | 1784—1787 |
| Порошин Иван Андреевич        | статский советник  | 1787—1789 |
| Самарин Василий Николаевич    | секунд-майор       | 1789—1792 |
| Ермолов Нил Фёдорович         | гвардии прапорщик  | 1792—1795 |
| Бестужев Василий Борисович    | полковник          | 1795—1798 |

## Известные люди
- Тургенев, Александр Иванович
- Тургенев, Николай Иванович
- Баратаев, Михаил Петрович